# ソダー家児童失踪事件
ソダー家児童失踪事件とは1945年12月24日（クリスマス・イブ）にアメリカ合衆国ウェストバージニア州フェイエットビルの住宅にて発生した火災、及びそれに伴うとされる失踪事件である。この火災ではジョージとジェニー・ソダー夫妻と彼らの間に生まれた10人の子供の内9人が住んでいた住宅が全焼し、両親と子供9人の内4人が逃げ出す事に成功したが残りの5人の子供の遺体は見つかることはなかった。生き残ったソダー家はこの5人は火災で死亡しなかったと生涯を通して信じ続けた。
ソダー家は焼失した自宅を再建する事無く、代わりに現場となった土地に子供の記念ガーデンを設置した。1950年代に入り、火事に巻き込まれた子供5人の死に疑問を持ち始めた両親は州道16号線沿いに5人の顔写真と情報提供を求める懸賞広告の看板を設置した。この看板はジェニーが死亡する1989年まで立っていた。
子供が火事で死ななかったと考える理由として家族は火災前後に起きた一連の不審な出来事を挙げた。ジョージはフェイエットビル消防署が火災の原因を電気系統によるものだとする調査結果に疑念を唱え、火災直前に家の電気系統は火災直前に修理したばかりだとした。ジョージと彼の妻は放火を疑い、彼らの子どもたちは母国のファシスト政権に批判的だったジョージに対する復讐としてマフィアに略取されたのではないかと考えるようになる。
1950年代前半に州及び連邦が捜査を行ったが新しい事実は判明しなかった。しかしその後行方不明になった5人の内の男の子1人の成人となった姿とされる写真を1960年代に入り受け取った。ソダー兄妹の最後の生き残りと彼らの孫世代は21世紀に入ってもメディアやネット上でこの事件の事を語り継いでいる。

## 背景
ジョージ・ソダー（誕生名：ジョルジオ・ソッドゥ）は1895年にイタリア王国サルデーニャにあるトゥーラという町で生まれた。彼は13歳の時にアメリカへ移民した。彼には一緒にアメリカへ同行した兄がいたもののエリス島から入国してすぐに帰国した。その後彼は母国をなぜ離れたかをほとんど話す事は無かった。
ジョージはその後ペンシルベニアの鉄道会社で水などの荷物運びの仕事に就いた。その数年後にはウェストバージニア州のスミザーズという町でより安定した運転手の仕事に就いた。その後独立し、 土砂を工事現場に運んだり炭鉱から採掘された石炭を運ぶ運送会社を立ち上げた。ジェニー・シプリアニという名前の女性と結婚した。彼女はスミザーズにあったお店の店主の娘であり、彼女もまたイタリアからアメリカへの移民であった。
ソダー家はイタリア系移民が多く住んでいた近くのフェイエットビルの近くに移り住み、町の中心部から北に2マイル (3.2 km)程の場所にあった木骨造の住宅に居住した。1923年には初子が生まれた。ジョージの会社は繁栄し、町のある幹部はソダー家が「地域で1番尊敬される中流家庭」であると評した。しかし、ジョージは様々な事柄に対し強い意見を持ち、包み隠さずに言う性格であり、それは時として敵を作る事もあった。 特に彼は時のイタリアの独裁者であったベニート・ムッソリーニへはかなり批判的であり、移民コミュニティの中でもこの事を巡り口論となる事があった。
ソダー家の末っ子となるシルビアは1942年に生まれた。その頃には次男のジョー(当時21)は第二次世界大戦へと徴兵されていた。翌年にはムッソリーニは失脚し、処刑された。しかし、ジョージがかつての独裁者へ向けた批判は恨みを生んだ。1945年10月、ソダー家を訪れた生命保険販売員が帰る様に言われた後ジョージに対し「お前の家は灰になり...お前の子供も壊される」と忠告し、「ムッソリーニへ暴言を吐いたのがいけないんだ」と理由付けた。また、別の来訪者は仕事を求めに家を訪問した際、家の裏側に回った後ジョージに分電盤が火を起こすと警告した。電気ストーブを設置する時に家の配電盤を直したばかりだったこともあり、ジョージはこの警告に対し困惑し、その後検査した地元の電力会社も検査した所異常なしと報告した。その年のクリスマスが近づくに連れ、学校帰りのソダー家の子供たちを見つめる人が乗った不審な車両が止まっている事に気づいた。

## 1945年クリスマスイブの住宅火災
ソダー家は1945年のクリスマス・イヴを祝った。長女のマリオン(当時19)はフェイエットビル中心部にあったダイムストアに勤務していて、妹のマーサ(当時12)、ジェニー(当時8)、そしてベティー(当時5)におもちゃをサプライズのプレゼントとしてあげた。子どもたちは興奮して、母親にいつも寝る時間よりも遅く起きても良いかと尋ねた。
午後10時、ジェニーは彼女らに長兄2人が起きてる間は起きていても良いと伝えた。モーリス(当時14)とルイス(当時9)は就寝前に飼っていた牛を厩舎にしまい、鶏に餌を与えた。ジョージと長兄2人であるジョン(当時22)とジョージ・ジュニア(当時16)は一日中働いていた事もあり、既に寝ていた。子どもたちにやり残した家事をやるように言った後、彼女はシルビア(当時2)を上の階へ連れていき一緒にベッドで就寝した。
午前12:30に家の電話が鳴った。ジェニーが起き、電話を取る為下の階に降りた。電話をした人は聞き覚えのない女性で、笑い声や乾杯の音が後ろに聞こえながら馴染みの無い名前の人がいないか尋ねてきた。ジェニーは女性に間違い電話ですよと伝えたが、女性は奇妙な笑い声を発したという。電話を切りベッドに戻ったジェニーは、消灯されていない事とカーテンが開けっ放しであることに気づいた。これらはいつもは子供たちが親よりも遅く寝る時は必ず寝る前にやる事であった。マリオンはリビングのソファーで寝ていた為、ジェニーは子供たちはすでに寝床にしていた屋根裏部屋に上がったと考えた。彼女はカーテンを閉じ、灯りを消し、ベッドへ戻った。
午前1時にジェニーは何かが屋根にバンとぶつかりその後転がり落ちる音で起こされた。その後何も音がしなかった為直ぐにまた寝た。30分程経ち、彼女は今度は煙の臭いに起こされた。立ち上がった彼女はジョージの仕事部屋の電話線や配電盤の周りが火事になったのを見た。ジェニーは彼を起こし、彼は年上の息子たちを今度は起こした。
両親と子供4人—マリオン、シルビア、ジョン、そしてジョージ・ジュニア—は家を脱出した。彼らは上の階にいた子供たちに対して叫んだが反応が無く、上がろうにもその時点で階段が燃えていた為向かうことは出来なかった。ジョンは警察の最初の取調にて屋根裏に行って子供たちに火が迫ってると供述したが、その後ただ呼んだだけで実際に見たわけでは無かったと訂正している。
子供たちを助ける事は予想外に複雑だった。電話は機能しなかった為、フェイエットビル消防署へ通報する為マリオンは隣家へ電話を借りに行った。たまたま火災を目撃した近くを走行していた車の運転手は近くのバーから通報しようとしたが交換手に繋がらなかった、もしくは置いてあった電話機が壊れていた為通報に失敗した 。いずれにせよどちらかの通報が最終的に中心部の別の電話経由で消防署へと伝わった。
ジョージは裸足の状態で家の外壁を登り窓ガラスを割った結果腕を切った。彼とその息子たちはハシゴを使って逃げ遅れた子供を助けようと考えたが、普段立てかけてた場所に無く、どこにも見当たらなかった。消火に使えたかもしれない水樽は凍っていて使えなかった。ジョージは仕事に使っていたトラック二台をハシゴ代わりに使おうとしたが、前日まで動いていたのにもかかわらず一切動かなかった。
逃げ出せたソダー家の6人は為す術もなく、45分間もの間家が焼け落ちるのを見守るしかなかった。彼らは5人の子供たちは逃げ遅れて死んだとこの時点では考えていた。戦争と消防士同士が電話で連絡し合う体制で人手不足だったのもあり、朝まで出動出来なかった。F.J.モリス署長はただでさえ遅かった出動時間は消防車を運転出来ず、運転できる人が来るまで待たざるを得なかったことにより更に遅くなったと説明している。
ジェニーの弟を含む消防士たちは地下まで落ちた瓦礫を探す事以外ほとんど何も出来なかった。午前10時までにモリス署長は一家に本来なら見つけられるはずだった子供たちの骨を見つける事が出来なかったと説明した。別の証言によると骨片や臓器を見つけたが家族に伝えないことにしたという。この時行われた遺体の捜索は現代の消防の専門家からは大雑把なものであったと評されている。最終的にモリスは行方不明の子供5人は火災に巻き込まれて死亡し、火の熱さのあまり遺体も残らなかったと考えた。

## 火災直後
モリス署長はジョージに対し州の消防保安官が現場の捜査を行うため現場を保存するよう進言した。しかし4日後、ソダー夫妻は現場の光景に耐えられず、家があった場所を5フィート (1.5 m)の土砂で埋め立て、失った子供を追悼する記念ガーデンを跡地に作った。翌日には検視官が死因審問を行い、この際火災の原因を「配線の不備」とした。この審問の陪審員の1人にはジョージに対し反ムッソリーニ発言の罰として家が焼けて子供は破壊されると発言した男もいた。
12月30日には子供5人の死亡診断書が発行された。地元紙はこの時全員分の遺体が発見されたと報道したが、同じ記事に子供1人の遺体の一部しか見つからなかったと矛盾する報道を行った。ジョージとジェニーは悲しみのあまり、翌1946年の1月2日に行われた子供の葬儀に参列する事は出来なかったが生き残った子供たちは参列した。

## 公式発表を家族が疑い始める
その後、生活を再建し始めたソダー家は火災に関する公式発表を疑い始めた。彼らはなぜ、もし電気系統が火元であるとすれば、クリスマスのライトが停電せずに火災の初期段階で点きっぱなしだったのかを疑問に思った。そして火災時に見つからなかったハシゴを75フィート (23 m)離れた地点の盛土の底にあるのを見つけた。
電話修理人はソダー家に対し家の電話線は予想された通り焼け落ちたと説明したが、同時に何者かが電線を14フィート (4.3 m)上り、2フィート (61 cm) 先から電話線を切断したとも説明した。火災の前後に敷地から滑車式のエンジンクレーンを盗んでいる所を近隣住民に目撃された男性が特定され、逮捕された。彼は盗みに入った事を認め、電線と勘違いして電話線を切ったと主張したが、火災に関わった事は認めなかった。しかしこの犯人が何者なのかの記録は無く、及びなぜ電線を切ろうとしていたのかは不明なままである。1968年にジェニーはもしその人が電線を切断していたら自身と夫、及び子供4人は家から脱出出来なかっただろうと話している。
またジェニーはモリスが主張した子供の遺体が完全に焼け切ったとは信じられずにいた。家財道具や錫製の屋根の一部は原型を留めた状態で焼け残っていたからであった。彼女は自身が経験した火災を同時期に発生した別の火災と比較した。この火災では火元の家に住む一家7人が焼死したが、7人の白骨死体は発見されていた。ジェニーは動物の骨の小さな山を燃やしてみたが、完全に消滅する事は無かった。また、近くの火葬場の従業員はジェニーの聞き取りに対して、人の骨は2,000 °F (1,090 °C)の炎で火災が続いた時間よりも長い2時間ほどの時間をかけて焼いても人の骨は何かしら残ると話した
ソダー家のトラックが始動しなかった事も再考された。ジョージは何者か、特に滑車式のエンジンクレーンを盗み、電話線を切断した男が何かイジったのではないかと疑った。しかし、ジョージの義理の息子の1人が2013年にチャールストン・ガゼット・メール 氏の取材でもしかしたらジョージらは焦った結果、ガソリンが濃すぎて点火せず、エンジンがかからなかったのではないかと語っている。
また一部の人はソダー家にかかった間違い電話は事件と何らかのつながりがあるのではないかと言われていたが、捜査関係者は電話をした女性を特定し、彼女は間違い電話だったと説明した。

## その後の展開
春が近づくに連れ、ソダー家は以前から話した様に家の跡地に花を植え、ジェニーは生涯を通してそれの世話をした。しかし、1946年上旬の展開により家族は徐々にこのガーデンが追悼している子供たちはもしかしたらどこかで生きているのではないかと考えるようになる。
この火災の原因が電気系統ではなく人為的なものだったという証拠が浮上し始めた。フェイエットビルをクリスマスイブの夜に通過したバスの運転手は火の玉を家に投げつけているのを目撃したという証言が出てきた。雪が融けた数カ月後、近くの茂みからシルビアが小さくて固いゴム球風な物体を発見した。妻が火事の直前に何らかの物音を聞いたという発言を思い出しつつジョージはこの物体を戦闘用のパイナップル型の手榴弾か焼夷弾の様に見えたという。家族はその後、消防保安官の結論とは裏腹に火は屋根から発生したと主張するようになるが、その時点で既にそれを証明する事はできなくなった。
また、消息不明となったソダー家の子供を見たという目撃証言も出るようになる。ある女性は道路から火災を見ていた所、走行中の車から子供たちが車外を見ていたと証言した。またフェイエットビルとチャールストンの間にある休憩所で働いていた別の女性は子供たちに翌朝朝食を提供したと証言し、その時にフロリダ州のナンバーをつけた車が停車していたとも話した。
ソダー家はこの火災を調べてもらうため近くのゴーリー・ブリッジで探偵をやっていたC.C.ティンズリーを雇った。ティンズリーは反ムッソリーニ感情を巡って家族を脅迫した保険営業マンが死因審問の陪審員の1人だったと家族に伝えた。また彼は死体が見つからなかったという報告とは裏腹にモリスが現場で心臓を見つけ、密かに金属製の箱に入れて埋めたという噂がフェイエットビルで出回っていることを突き止めた。
モリスは地元の神父にこの事を懺悔し、彼がジョージにその事を伝えた。ジョージとティンズリーはモリスにこの事について問い詰めた。モリスはどこにその箱を埋めたのかを見せ、掘り返した。彼らは掘り返したものを近所の葬祭業者に見せたが、最終的に事件とは関係のない牛のレバーであることが確認された。その後、別の噂がフェイエットビルを駆け巡った—それはモリスがこのレバーは火災とは関係無いと認めた上で、ソダー家がこのレバーを見つけて子供が火事に巻き込まれた死んだことを納得させる為にそこに埋めたとするものだった。

## 1949年の発掘
ある時、ジョージはニューヨークの若いバレエダンサーの写真を雑誌で見かけ、この内の1人が娘の内ベティーによく似ていたと感じた。彼はその女の子が通っていた学校へ面会したいと問い詰めたがその度に追い返された。
またジョージは連邦捜査局に誘拐罪で捜査してもらおうと協力を依頼した。当時長官だったジョン・エドガー・フーヴァー直々にジョージの手紙に返信したが、「協力はしたいがこのケースは地域性が強く、本局の操作権限が及ぶものではない」と断った上でもし地元の当局が本局への協力を依頼した際は協力すると伝えたが、フェイエットビルの警察署及び消防署はFBIへの捜査協力を要請しなかった。
1949年8月、ジョージはワシントンD.C.の病理学者だったオスカー・ハンターに自宅の跡地の土砂の調査協力を要請し、それが受け入れられた。土砂をくまなく調査した結果、子供たちが使っていた辞書やコインが見つかった他、椎骨とされた骨片も見つかった。この骨片はスミソニアン博物館の専門家だったマーシャル・T・ニューマンの元へと送られ、これらの破片が全て同一人物の腰椎から来ていると結論づけた。ニューマンの報告書では「骨の凹みが癒合しているため、この人の死亡推定年齢は16-17歳である」とし「通常23歳には結合する椎体が結合していない為、年を取っていたとしても最大22歳程度まで」と付け加えた。結果、この年齢帯に合致する子供は居なかった（1番最年長のモーリスは当時14歳であった）為この骨はソダー家の子供のものではないと結論付けられた（ただし報告書は成長具合によっては椎骨の下限に見えることもあると補足している）。
ニューマンは更に、見つかった骨が火に当てられた痕跡を確認出来なかったとした。その上彼はこれ以上の骨が見つからなかった事を非常に不思議であると論じた。なぜならここまでの短時間の木材火災であれば全員分の骨が見つかるのが普通であるためであった。報告書では最終的にこの椎骨はジョージが家の跡地を埋め立てた際の土砂に混じっていたと結論づけた。その後、ティンズリーは近隣のマウント・ホープという町にあった墓地の土砂が使用された事を突き止めたとされているが、なぜ、どうやってそこの土砂が使用されたかは不明のままである。スミソニアンは1949年9月に骨片をジョージに返還したと記録されているが、現在この骨片はどこにあるのかは不明である。
この調査と発見は全米の注目を集め、ウェストバージニア州議会はこの火災に関する公聴会を1950年に2度開いた。しかしその後オーケイ・パットソン州知事とW.E.バーケット州警察長官はソダー家に「（この事件の）解決の望みは低い」と伝え、州レベルの捜査は終結した。FBIがその後州間の誘拐罪の可能性があることから権限があると判断、2年ほど捜査したが有力な手がかりを得られなかった為彼らもまた捜査から手を引いた。

## その後の家族による捜査
各機関が正式な捜査を終結してもソダー家は希望を捨てなかった。彼らは子供の写真を載せたビラを配布し、例え行方不明の子の内の1人だけに関するものだったとしても有力な情報に対して$5,000の報奨金（その後倍増された）を提供すると公表した。1952年にはビラの情報を載せた看板を家があった場所に立てた（もう一つ同様の看板をアンステッド付近を通る国道60号線沿いに立てた）。時間が進むに連れ、この看板はフェイエットビルを通過する国道19号線 （現・州道16号）の名物となっていった。
一家の努力は新たな目撃証言をもたらした。チャールストンでホテルを経営していたイダ・クラッチフィールドは「いつ見たかは正確には覚えていない」としつつも火事のおおよそ一週間後に行方不明の子供たちを見たと証言した。彼女の証言によると彼らは深夜0時前後にイタリア系風の男2人と女2人と共に子供たちがやってきたという。女性が子供に話そうとした所、男の1人が敵対的に睨みつけた後、振り向いて早口のイタリア語で喋りだしたという。すると彼ら全員が口を聞いてくれなくなったと証言した。 女性は次の日の朝早くにこの団体はホテルを出ていったという。しかしこの証言をした女性は火災の2年後に初めて子供たちの写真を見たとの事だった為、現在の捜査員はこの証言を有力とはみなしていない。
ジョージは手がかりがあれば自分の足で直接現地に出向き調べた。ある時はセントルイスの女性はマーサが修道院にいると話し、またある時はテキサスにあったバーの客がかつてクリスマスイブのウェストバージニアで起きた住宅火災に関わったという発言を聞いたという証言があった。しかしいずれの証言も重要ではなかった。その後フロリダに住むジェニーの親戚に彼と似た子供がいると聞いた時、彼らはその子供がジョージのではないと証明しないと満足してもらえなかった。
1967年にジョージは新たな目撃証言を調べる為にヒューストンへ向かった。その証言は女性が手紙で送ったもので、彼女によると一緒に飲んでいた男性が酔った勢いで自分がルイスであると発言したというものであった。彼女は彼とモーリスは共にテキサスのどこかに住んでいるのではないかと信じていた。しかしジョージと彼の義理の息子であったグローバー・パクストンは女性と話すことは出来なかった。その後警察は女性が示した男性二人を探し出す事に成功し、ジョージは彼らと話したが、彼らは行方不明の息子ではないと伝えた。パクストンは彼らの否定がジョージを死ぬまで信じず、一生心に残り続けたと話している。

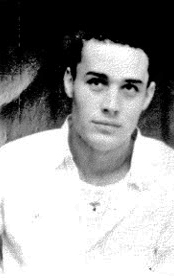
1967年に家族に送られてきた大人になったルイスと思われる写真

またこの年には別の手紙をソダー家は受け取り、この手紙こそが少なくともルイスがまだ健在であるという何よりの証拠であると考えるに至った。ある日ジェニーは郵便受けにセントラルシティ消印の彼女宛の封筒が届いている事に気づいた。封筒の中にはルイス（生きていれば当時30代であった）と特徴がよく似た30歳前後の若い男性の写真が入っていて、写真の裏にはこう書かれていた:
Louis Sodder
I love brother Frankie
Ilil boys
A90132 or 35
ソダー家は別の探偵を雇い、手紙を調べさせる為セントラルシティに向かわせたが、彼は行方をくらまし、ついにその探偵がどこへ行ったかを特定する事は出来なかった。とは言えこの写真は希望を家族に与え、この写真を看板に付け加えた（ルイスに危害が及ばないようセントラルシティなどの情報は隠しつつ）他、写真を拡大したものを暖炉の上に置いた。
ジョージは翌年末にチャールストン・ガゼット・メール紙に対し手がかりがほとんどない状況は「まるで岩の壁に突き当たっている気分だ—これ以上前に進めない」とこぼしつつ、家族を探し続けると誓った。また、別の取材で彼は「時間は残り少なくなってきている」と認めている。「だけど我々は知りたいんだ。もし彼らがあの火災で亡くなったのならそれを証明されたい。そうでなければ彼らはどうなったのかを知りたい」。
ジョージ・ソダーは1969年に死亡した。ジェニーと遺された子供たちは引き続き行方知れずとなった子供たちがどうなったのかの答えを求め続けた。唯一ジョンは求める事はせず、あの夜について「家族は起きた事を受け入れて、自分たちの人生を続けるべき」以外は語らなかった。ジョージの死後、ジェニーはソダー家の実家に残り、家の周りにフェンスを設置し、部屋を追加した。彼女は死ぬまで黒い喪服を着続け、かつての家の跡地のガーデンの世話を続けた。1989年に彼女が死亡した後、遺族はボロボロになった看板を撤去する事を決めた。
生き残ったソダー家の子供は彼ら自身の子供と共にこの事件を引き続き語り継ぎ、手がかりを調べた。彼らやフェイエットビルに住む年配の人々はこの事件の裏にはジョージから金を強請ろうとしていたシチリア系マフィアが関わっていると推測し、子供たちは計画された放火を知った何者かにより安全な場所である家の外へと退避させられたのではないのかと推測している。行き先としてはイタリアへ戻ったのではないかと言われている。もし子供たちが生存し、両親や兄妹も生き延びたことを知っていた場合危険が及ばないよう連絡を絶ったのではないのかと家族は信じている。
ソダー兄妹最後の生き残りであったシルビア・ソダー・パクストンは2021年に死去した。火災の夜に家にいた彼女はこの火災が彼女の中で1番古い記憶だと話していて、2013年にガゼット・メール紙に「私があの家を出た一番最後の子供だった」と語っている。彼女と父親はよく夜遅くまで彼らがどうなったのかを語り合ったという。「彼らの悲しみを私は長い間感じました」と話した彼女は、兄弟たちはあの夜を生き延びたと信じ、兄妹の発見と事件を語り継ぐ事に協力した。彼女の娘は2006年に「彼女は私の祖父母にこの話を風化させない為になんでもすると誓った」と語った。
21世紀に入ってソダー家の努力はメディアの報道の他Websleuths.comを始めとしたネット上の掲示板も含まれるようになった。後者の増加に伴い事件を調べた人々の中には、彼らが1945年に亡くなったと信じる人も出てきた。2012年にWest Virginia's Unsolved Murdersという本を執筆した作家のジョージ・ブラグ氏はジョンは当初の証言通り逃げる前に兄妹を叩き起こそうとしたのではないかとした。とは言え同時に「常識的に行けば彼らは家とともに燃え上がったのだろうが、常識が常に正解ではない」この結論が正しくない可能性もあるとも語っている。
事件から60年経った2005年にNPRでこの事件を取り上げたステイシー・ホーンも同様に一番説明がつくのは子供たちが火事に巻き込まれて死亡したという説であると結論付けた。同じ時期に自身のブログで時間の都合上カットした内容も引用しつつ、火災は家が倒壊した後も一晩中燻り続け、その後たったの2時間では焼け跡を満足に調査することは出来ないと綴り、もし出来たとしても消防士たちは何を探すべきなのかを分からなかったのではないかとした。但しホーンも「この事件は全体的にとても奇妙であり、もし子供たちがあの火災で死ななかった事が分かったとしても驚かないだろう」と付け加えている。
2022年にはヒストリー・チャンネルがこの事件をHistory's Greatest Mysteriesという番組で取り上げた。